# Castrocielo
Castrocielo è un comune italiano di 3 724 abitanti della provincia di Frosinone nel Lazio, che ricade nell'area storica nota come Alta Terra di Lavoro e nella valle Latina.

## Geografia fisica

### Territorio
Si trova sui 250 m s.l.m., delle ultime propaggini del massiccio del Monte Cairo, che si affacciano sulla piana della valle del Liri. 
Il territorio comunale, per la maggior parte compreso nella valle, si presenta pianeggiante e fortemente antropizzato per la secolare attività agricola. Diventa collinare in prossimità del massiccio, raggiungendo i 732 metri con la vetta del monte Asprano.
Nel territorio comunale scorre il ruscello Le forme d'Aquino, che si origina sui versanti del monte Cairo e confluisce nel Liri tra Pontecorvo e San Giorgio a Liri.

### Clima
Classificazione climatica: zona D, 1585 GR/G

## Storia
Le origini di Castrocielo risalgono alla fine del VI secolo d.C., quando gruppi di famiglie Aquinati, dopo la distruzione della loro città ad opera dei Longobardi, si ridussero ad abitare sulla sommità del Monte Asprano.
Il luogo era stato chiamato, sia per l'altezza del sito che per la presenza di fortificazioni, Castrum Coeli (lat. castrum, "fortezza", e coelum, "cielo"). Quando nel 994 il ventottesimo abate di Montecassino Mansone, che da poco aveva avuto il possesso del territorio, salì sulla montagna per erigervi fortificazioni, vi trovò «nonnulla veterum… aedificia» e diede inizio alla costruzione di un nuovo castrum, in un primo tempo interrotta per mancanza di acqua. Normalmente si fa risalire a lui la fondazione di Castrocielo, fissata all'anno 996.
Nonostante la posizione arroccata e le difficili condizioni del luogo, e anche delle numerose scorrerie dei saraceni che continuavano ad affliggere la valle del Liri, il pagus si estese sempre più, fino a raggiungere il massimo intorno al 1020-1030.
Terminate le incursioni, la popolazione cominciò a scendere a valle in cerca di condizioni di vita più agevoli e di terre da coltivare. Una parte scese a nord-est fondando il paese di Colle San Magno con la frazione di Cantalupo; un'altra nella valletta a sud, formando due abitati: uno, più grande, sulle pendici del monte Asprano, a nord di un fossato presente nella valletta, cui fu dato il nome Palazzolo in virtù dei resti di un palacium, ora identificato con una delle ville di epoca romana che sorgevano sulla via Casilina; a sud dello stesso fossato, accanto ad un piccolo monastero femminile benedettino, la cui presenza era documentata sin dal 1134, sorse un abitato più piccolo, chiamato Campo.
Già nel 1603 erano rimaste sulla montagna solo 12 famiglie, che presto scesero a valle.

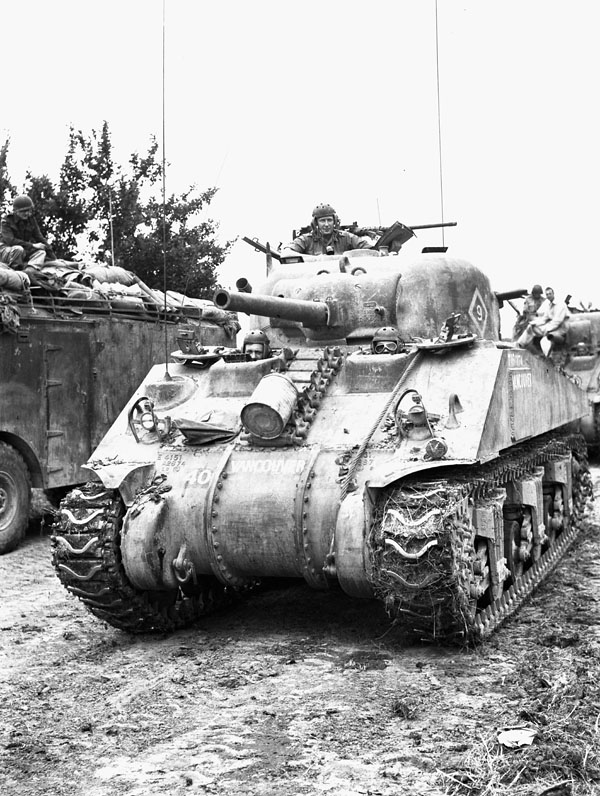
Carro armato dell'esercito canadese nei pressi di Castrocielo il 26 maggio 1944.

Il nome del paese col tempo fu modificato in Castro Cielo Palazzolo o Palazzolo di Castrocielo; tale denominazione è tuttora richiamata dalle lettere "C C P" presenti nello stemma del comune.
Per tutto il medioevo Castrocielo fu conteso fra l'abbazia di Montecassino e i conti di D'Aquino. Negli eventuali vuoti di potere fu posseduto anche da fedelissimi dei sovrani che si alternarono nel dominio della zona. Nel 1583 Castrocielo fu acquistato dai Boncompagni, che mantennero il feudo fino al 1796, quando passò sotto il controllo regio.
In seguito alla Spedizione dei Mille (1860) e con la nascita del Regno d'Italia (17 marzo 1861) Castrocielo entrò a far parte dello Stato Italiano. Originariamente nella provincia di Caserta, nel 1927 venne attribuito alla neofondata provincia di Frosinone.
L'attuale nome di Castrocielo fu attribuito definitivamente al paese da un Regio decreto di Umberto I, controfirmato dal guardasigilli Zanardelli, emesso a Sant'Anna di Valdieri il 16 agosto 1882, nel quadro di un riordino delle denominazioni dei comuni italiani, ed entrò in vigore il 1º settembre .
Come molti paesi dell'Italia centro-meridionale, Castrocielo ha conosciuto una forte emigrazione, sia verso l'estero che verso il nord Italia.
Durante l'occupazione tedesca nel corso della Seconda guerra mondiale (luglio 1943 – maggio 1944), Castrocielo e la sua popolazione hanno sofferto soprusi e devastazioni di ogni genere, data la vicina alla linea Gustav (meno di 20 km); circa il 50% degli edifici venne danneggiato. Le colline e le montagne intorno al paese fungevano da rifugio a molti civili inermi.

### Simboli
Lo stemma e il gonfalone sono stati concessi con decreto del presidente della Repubblica del 7 ottobre 1976.
Le iniziali C C P ricordano l'antico nome di Castro Cielo Palazzolo.
Il gonfalone è un drappo troncato di bianco e di rosso.

### Onorificenze
Il presidente della Repubblica Carlo Azeglio Ciampi, con decreto del 10 marzo 2004, ha concesso l'alta onorificenza della Medaglia d'argento al merito civile, da lui personalmente apposta sul gonfalone il 15 marzo 2004, a Cassino, in occasione del 60º anniversario della distruzione di Montecassino ad opera degli alleati.

## Monumenti e luoghi d'interesse

### Architetture religiose
- Santuario dedicato a Santa LuciaChiesa parrocchiale di Santa Lucia Vergine e Martire

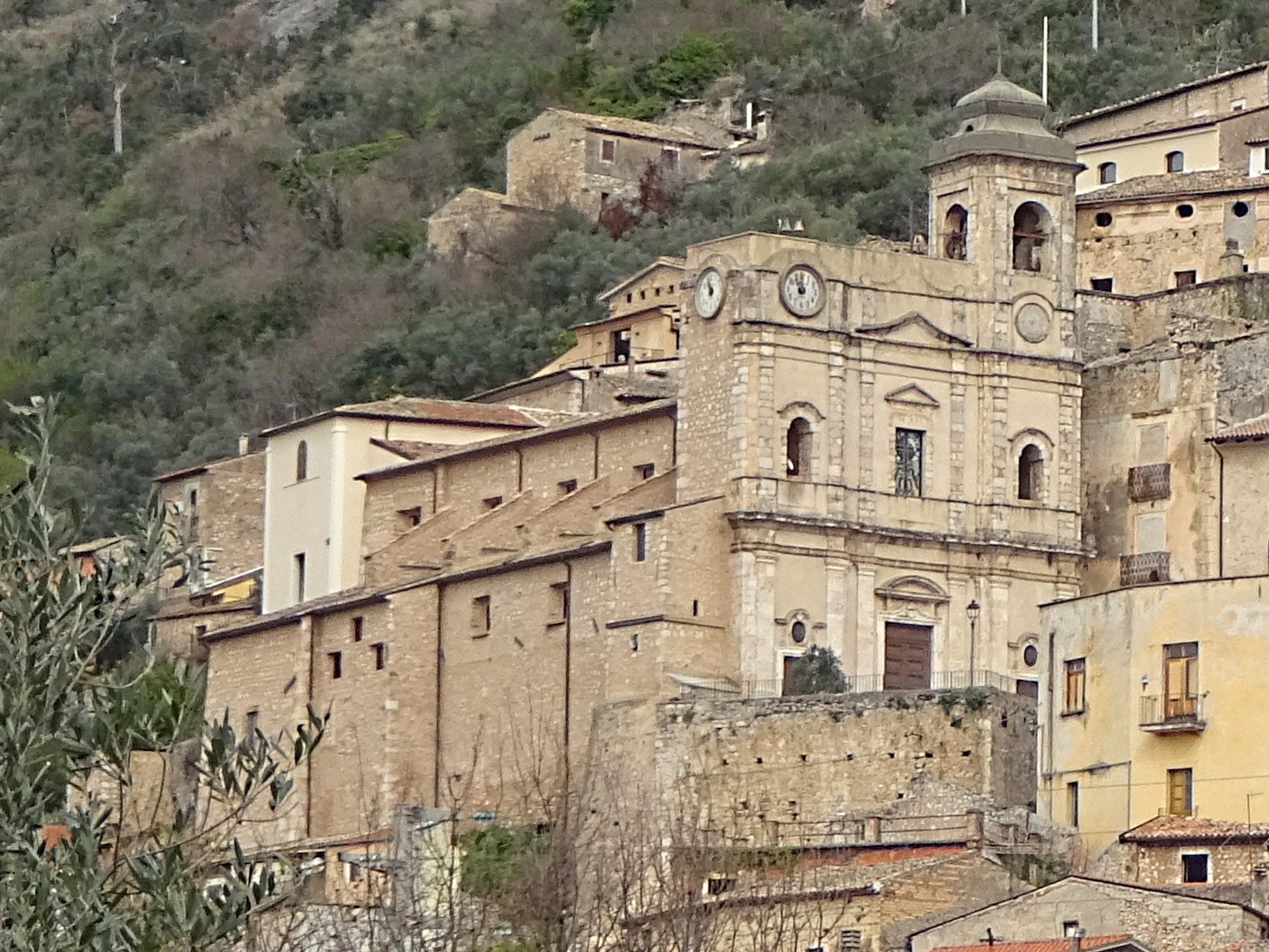
Chiesa parrocchiale di Santa Lucia Vergine e Martire

- "Monacato", antico convento delle monache benedettine sito nella frazione di Villa Euchelia con annesso Criptortico
- Chiesa di San Rocco
- Antico Castello sul Monte Asprano
- Chiesa della Madonna di Castrocielo sul Monte AspranoSanta Maria Assunta in Cielo

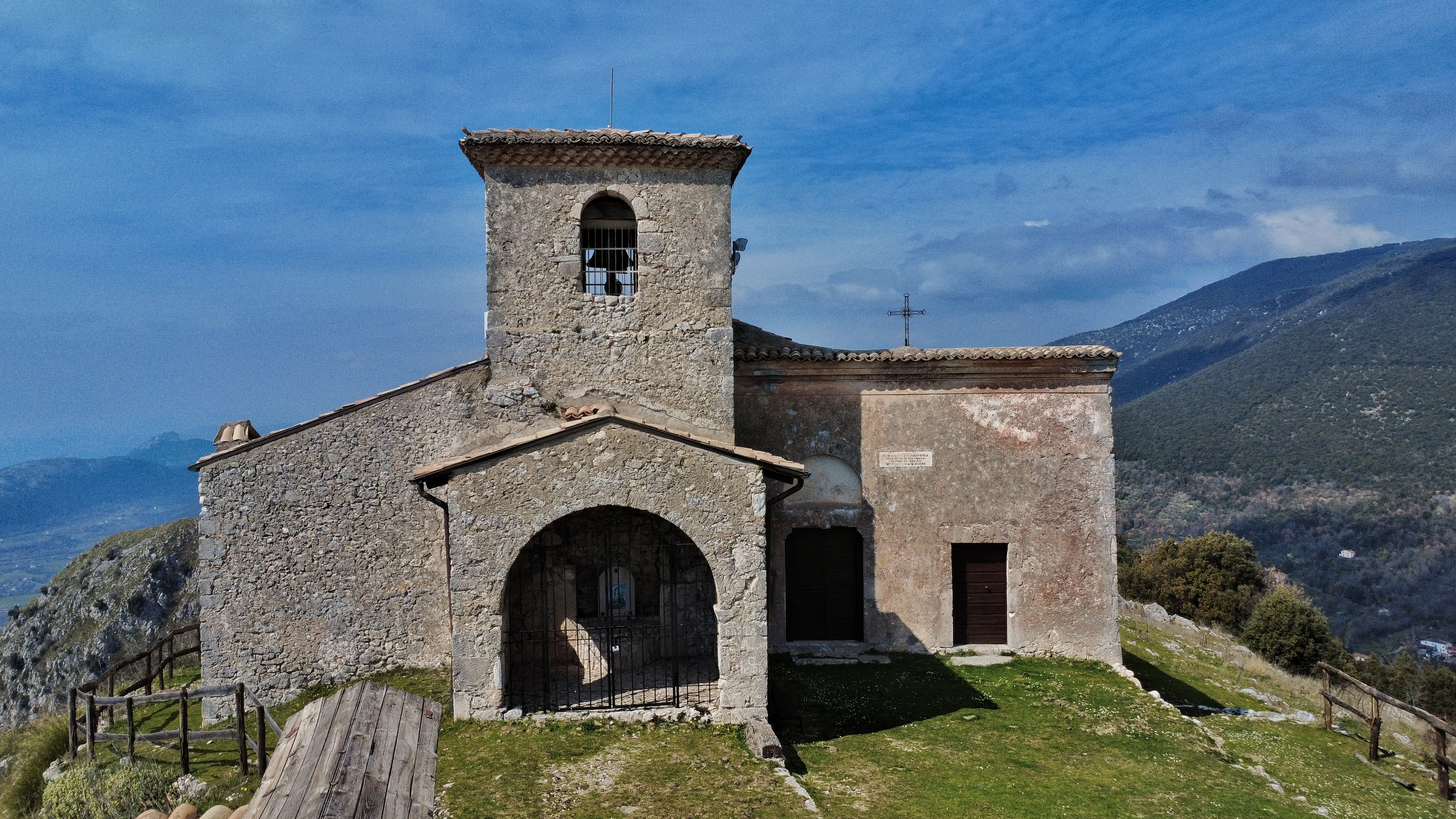
Santa Maria Assunta in Cielo

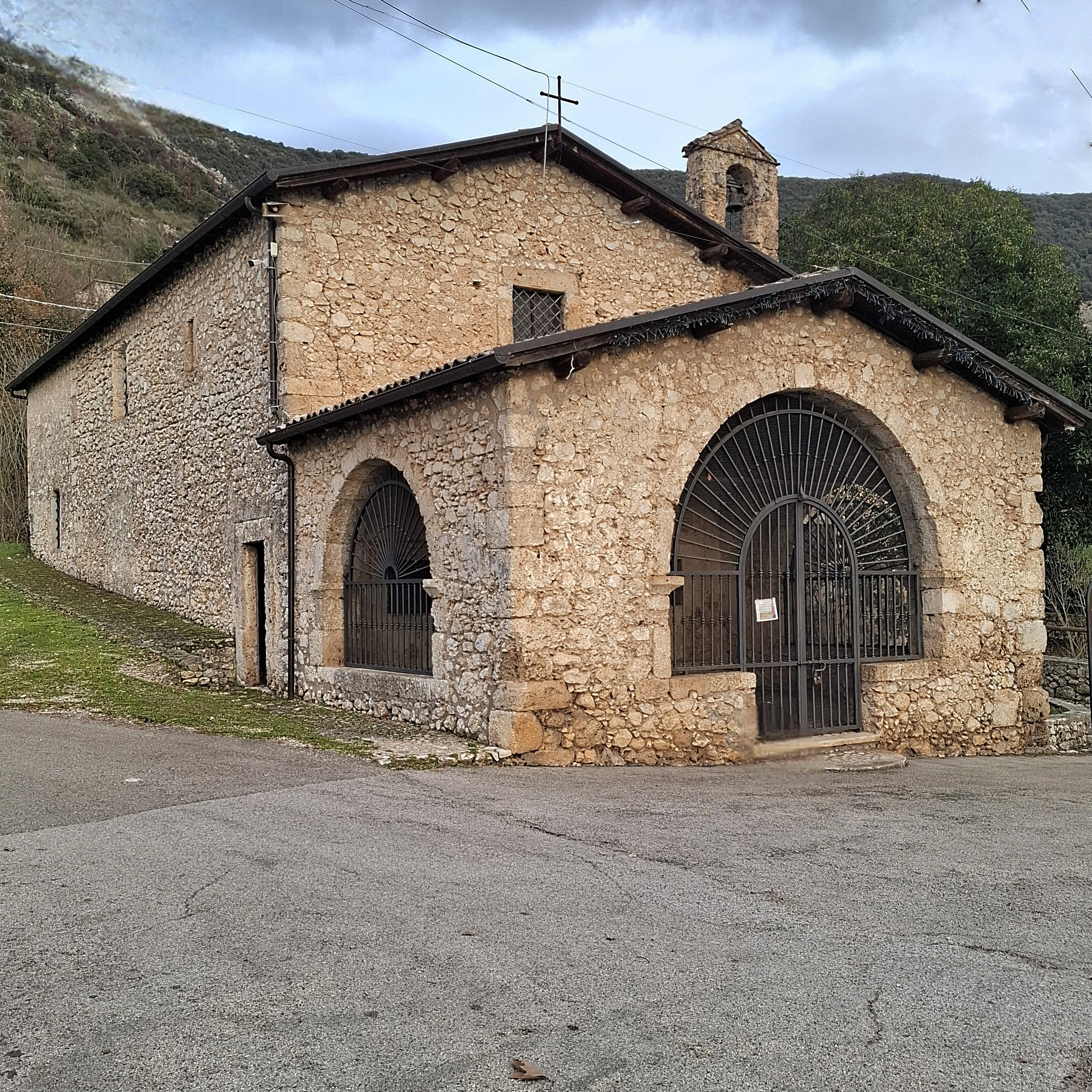
Chiesa Madonna Dei Sette Dolori

- Chiesa Madonna di Loreto
- Chiesa Madonna dei Sette Dolori

### Aree naturali

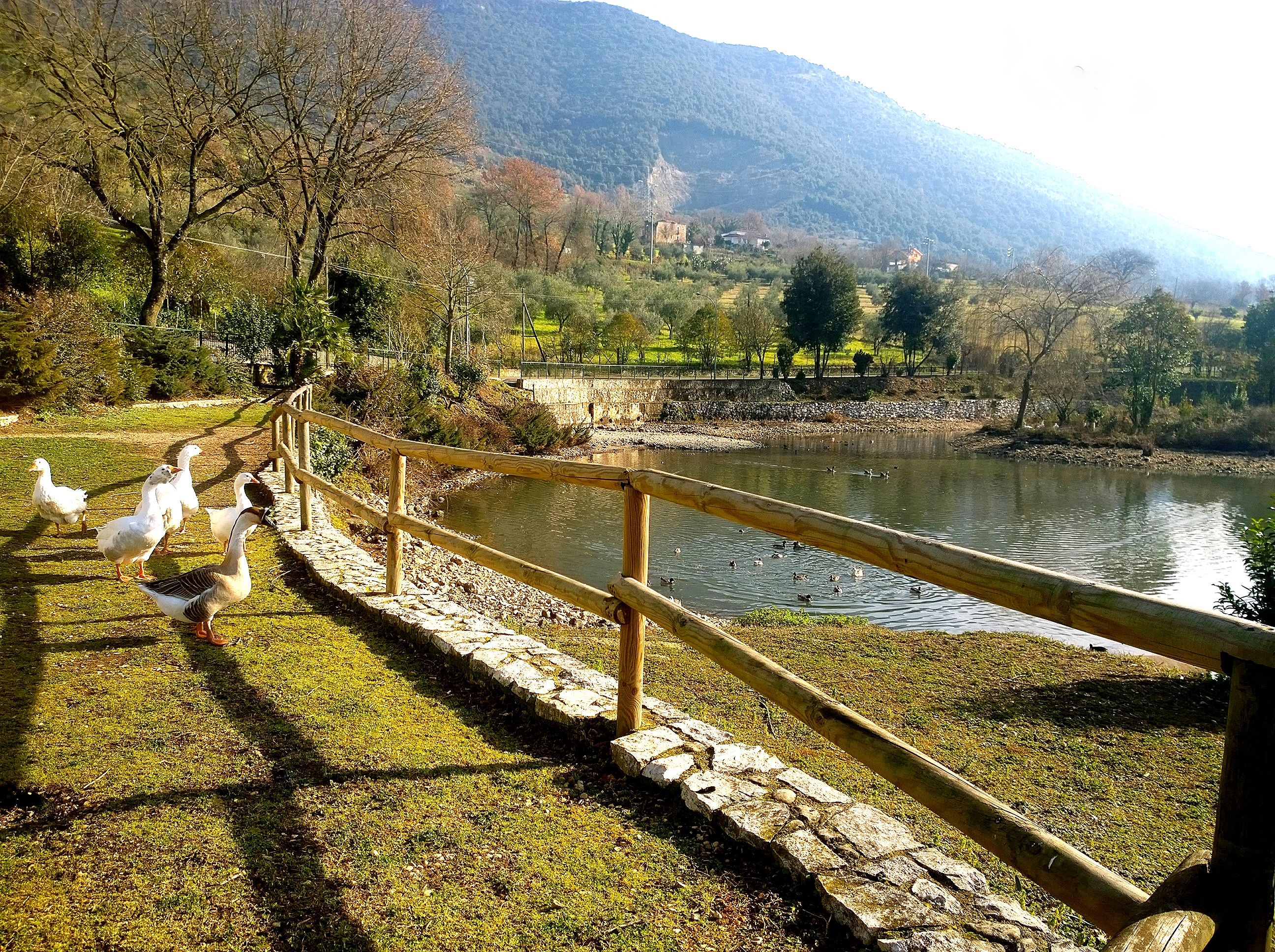
Laghetto Di Capodacqua

- Laghetto di CapodacquaLaghetto Di Capodacqua

### Siti archeologici

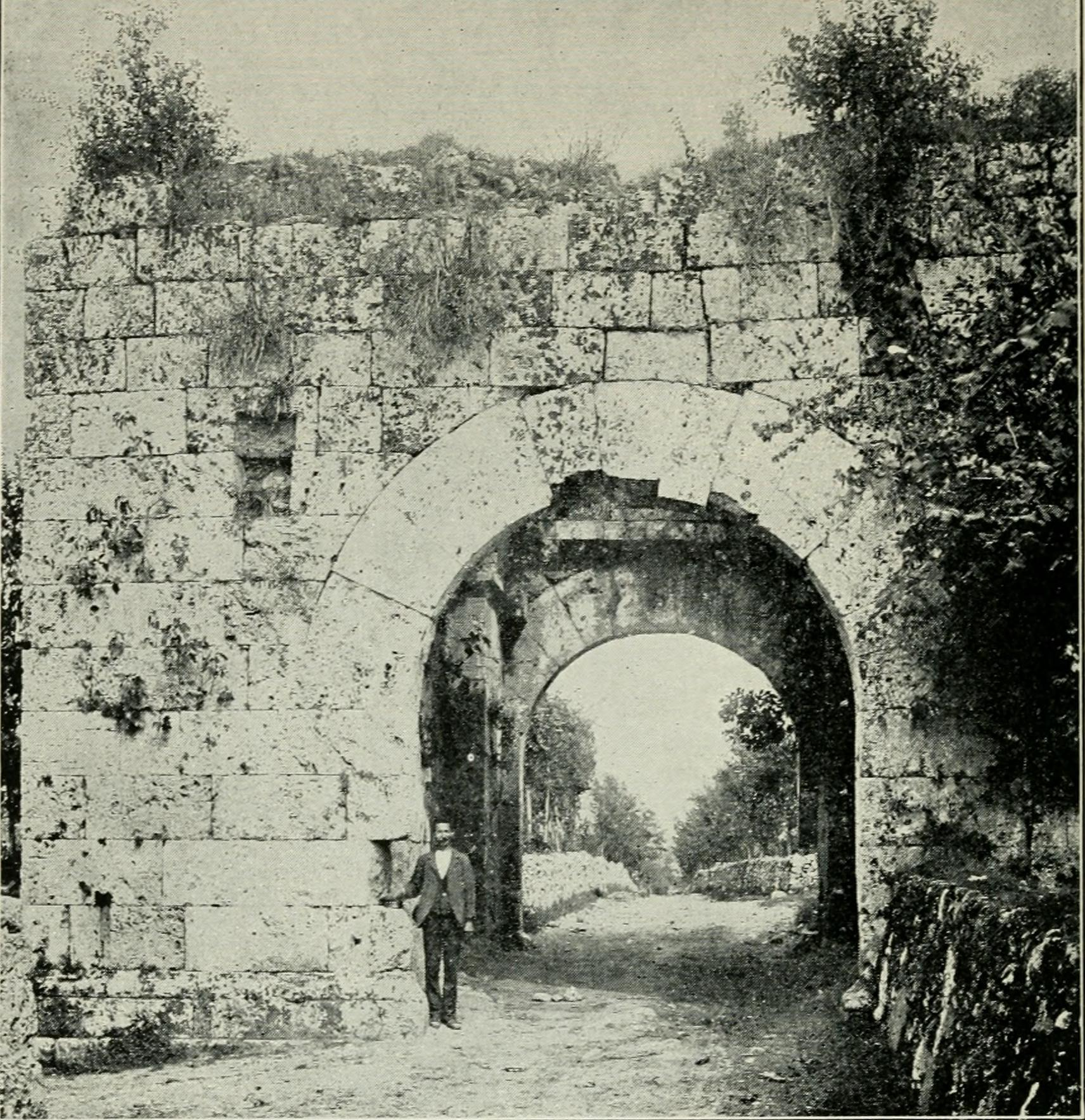
Antica immagine della Porta Capuana (San Lorenzo)

- Monacato di Villa Euchelia e Borgo Villa Euchelia
- Scavi dell'antica città di Aquinum (Area archeologica di Aquinum) situata nel territorio comunale di Castrocielo. Comprende i resti delle mura di epoca augustea, del capitolium, del teatro, dell'anfiteatro,[10] delle terme pubbliche e di varie ville romane,[11] dove in una di queste ultime nacque Giovenale.[senza fonte]

## Società

### Evoluzione demografica
Abitanti censiti

### Religione
La popolazione professa per la maggior parte la religione cattolica nell'ambito della diocesi di Sora-Cassino-Aquino-Pontecorvo

### Tradizioni e folclore
- Palio delle Contrade, agosto.
- Festa di Santa Lucia, 13 dicembre

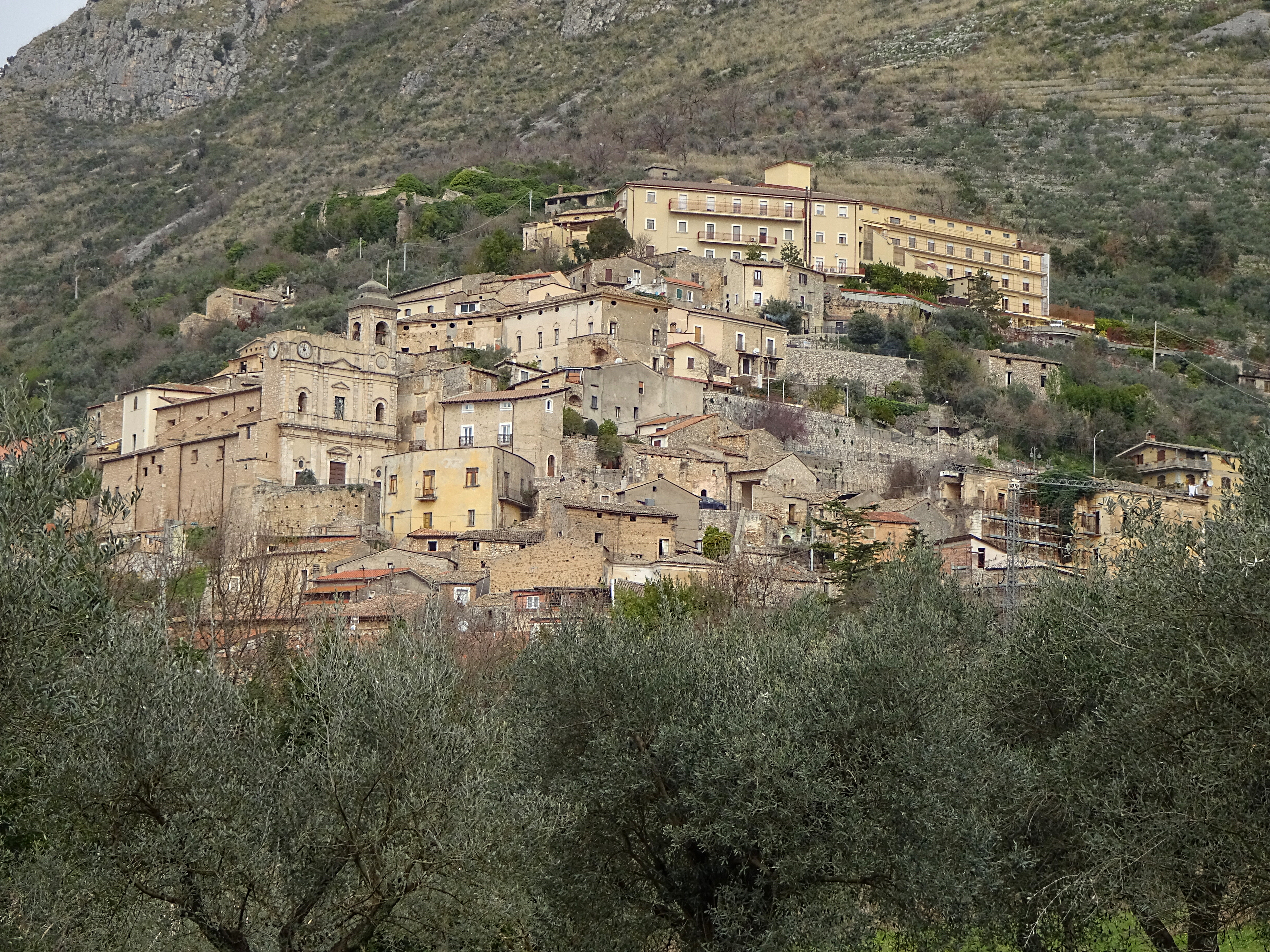
Centro storico

- Rappresentazione della Passione Vivente, venerdì Santo
- Per i Vicoli di Castrocielo: percorso enogastronomico che si svolge a settembre nel centro storico
- Natale Ciociaro: presepe in costume ciociaro

## Cultura

### Istruzione
Il comune dispone di 
2 scuole dell'Infanzia, 1 scuola elementare e 1 scuola media

#### Biblioteche
- Sistema Bibliotecario Valle dei Santi

#### Musei
- Museo Archeologico, che espone i reperti ritrovati nel sito archeologico di Aquinum[13]
- Museo Archeologico nell'edificio comunale del paese

## Economia
Di seguito la tabella storica elaborata dall'Istat a tema Unità locali, intesa come numero di imprese attive, ed addetti, intesi come numero di addetti delle imprese locali attive (valori medi annui).
|             | 2015                  |                              |                            |                |                       |                     | 2014                  |                | 2013                  |                |
| ----------- | --------------------- | ---------------------------- | -------------------------- | -------------- | --------------------- | ------------------- | --------------------- | -------------- | --------------------- | -------------- |
|             | Numero imprese attive | % Provinciale Imprese attive | % Regionale Imprese attive | Numero addetti | % Provinciale Addetti | % Regionale Addetti | Numero imprese attive | Numero addetti | Numero imprese attive | Numero addetti |
| Castrocielo | 232                   | 0,69%                        | 0,05%                      | 788            | 0,74%                 | 0,05%               | 239                   | 794            | 244                   | 796            |
| Frosinone   | 33 605                |                              | 7,38%                      | 106 578        |                       | 6,92%               | 34 015                | 107 546        | 35 081                | 111 529        |
| Lazio       | 455 591               |                              |                            | 1 539 359      |                       |                     | 457 686               | 1 510 459      | 464 094               | 1 525 471      |

Nel 2015 le 232 imprese operanti nel territorio comunale, che rappresentavano lo 0,69% del totale provinciale (33 605 imprese attive), hanno occupato 788 addetti, lo 0,74% del dato provinciale; in media, ogni impresa nel 2015 ha occupato poco più di tre addetti (3,4).

### Industria
L'attività industriale di Castrocielo è stata, per lungo tempo, connessa alla produzione di sapone per la Scala. Nel 2003 il gruppo Deco Industrie acquista lo stabilimento e il marchio. Nel 2010 lo stabilimento viene chiuso, attualmente ė adibito a complesso industriale per aziende medio-piccole.
Nel 2015, la multinazionale Nestlé ha aperto un nuovo stabilimento per la produzione di acqua minerale a marchio Nestlè Vera,  poi ceduto al gruppo Quagliuolo.

### Agricoltura
Castrocielo rientra nella zona di produzione della mozzarella di bufala campana.

## Infrastrutture e trasporti

### Strade
Castrocielo è servita dall'autostrada A1, che attraversa il territorio comunale, tramite l'uscita Castrocielo - Pontecorvo.

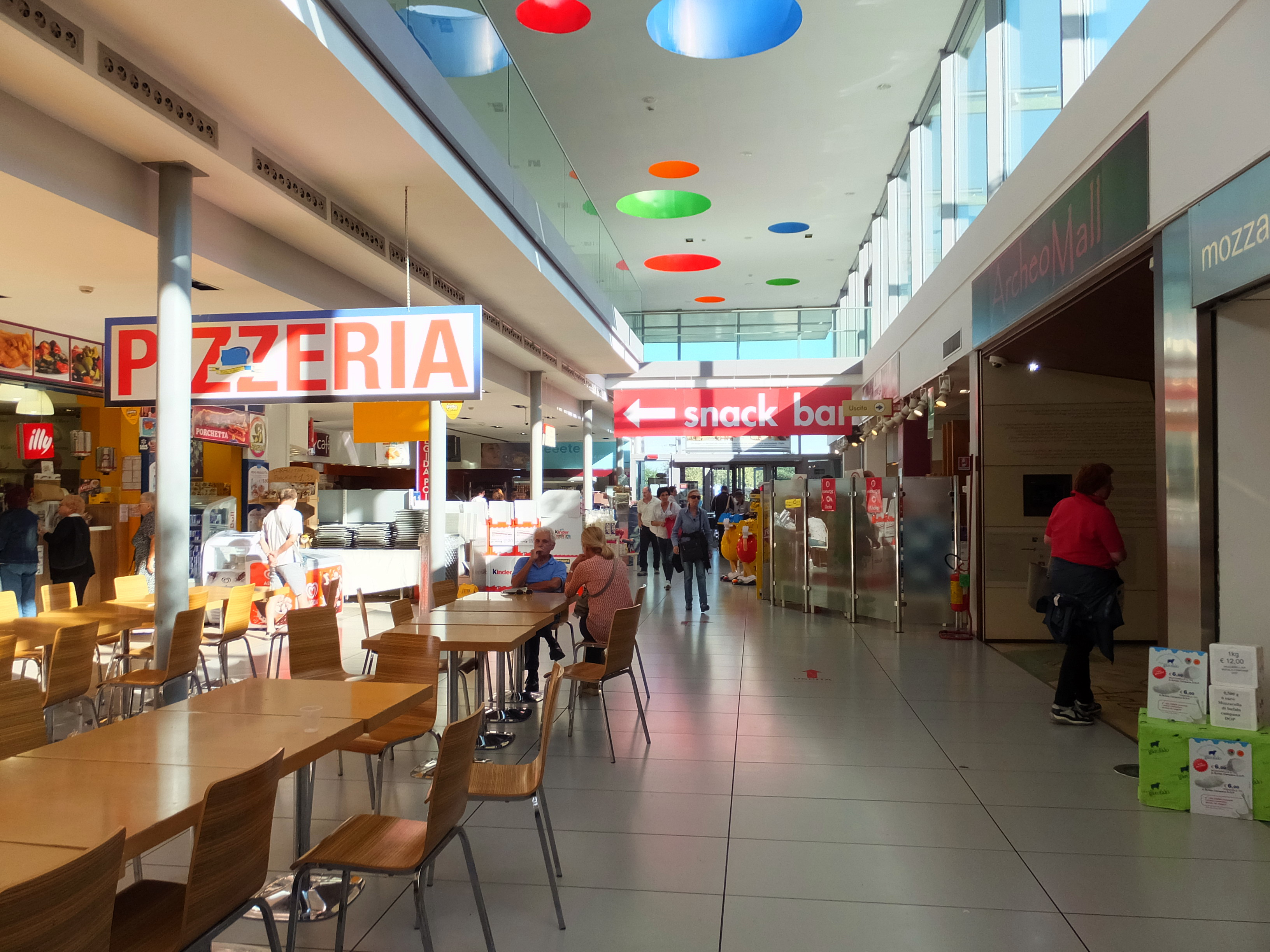
Autogrill Casilina Est (Castrocielo)

La strada provinciale 628 Leuciana (SP 628) collega Castrocielo a Pontecorvo.
La strada provinciale 228 Cavallara (SP 228) collega Castrocielo a Piedimonte San Germano
La strada provinciale 137 Via Roma (SP 137) collega Castrocielo a Roccasecca

### Ferrovie
La più vicina stazione ferroviaria è quella di Roccasecca, posta sulla ferrovia Roma-Cassino-Napoli e origine della linea per Avezzano.

## Amministrazione
Nel 1927, a seguito del riordino delle circoscrizioni provinciali stabilito dal regio decreto n. 1 del 2 gennaio 1927, per volontà del governo fascista, quando venne istituita la provincia di Frosinone, Castrocielo passò dalla provincia di Caserta a quella di Frosinone.

### Altre informazioni amministrative
- Fa parte della Comunità montana Valle del Liri.

- L'amministrazione comunale partecipa all'Unione di comuni denominata Unione Cinque Città.[15]

## Sport
- A.S.D. Castrocielo Calcio è la prima squadra del comune, nella stagione 2024-25 ha militato nel campionato maschile amatoriale CSI. Negli ultimi decenni il club ha partecipato ad alcune edizioni del campionato di terza categoria (dove nella stagione 2013-14 ha vinto i play-off per la promozione) e di seconda categoria. Il miglior piazzamento della squadra però resta quello della stagione 2004-05 con un 15° posto nel Girone D del  campionato di promozione (Lazio)
- L'unico trofeo "importante" alzato dalla società risale alla stagione 2003-04, con la vittoria del girone H nel campionato di prima categoria (Lazio)
- In passato è esistita anche un altra società calcistica chiamata A.C. Palazzolo che ha disputato il campionato di terza categoria per 4 stagioni dal 2003 fino al 2006 (data di scioglimento del club)